# NGC 4262
NGC 4262 је елиптична галаксија у сазвежђу Береникина коса која се налази на NGC листи објеката дубоког неба.
Деклинација објекта је + 14° 52' 40" а ректасцензија 12h 19m 30,6s. Привидна величина (магнитуда) објекта NGC 4262 износи 11,5 а фотографска магнитуда 12,5. Налази се на удаљености од 15,700 милиона парсека од Сунца. NGC 4262 је још познат и под ознакама UGC 7365, MCG 3-31-101, CGCG 99-14, VCC 355, PGC 39676.